# Gao Yu
Gao Yu est une journaliste chinoise née à Chongqing en 1944. Ses publications en faveur d'une Chine démocratique lui valent actuellement la prison.

## Biographie

### Carrière
Elle commence sa carrière en 1979 comme reporter pour l'agence de presse chinoise. En 1988 elle devient rédactrice en chef adjointe de Economics Weekly, dirigés par des intellectuels dissidents. Elle travaille également comme journaliste indépendante pour différents journaux chinois et de Hong Kong. En novembre 1988, elle publie un article dans le journal de Hong Kong Mirror Monthly, que le maire de Beijing qualifie de « programme politique de l'agitation et de la rébellion ». Il l'appelle même « ennemie du peuple ». Elle est arrêtée en 1989 après les manifestations de la place Tian'anmen et libérée 14 mois plus tard pour raison de santé. Elle est de nouveau arrêtée en octobre 1993 et condamnée en novembre 1994 à 6 ans de prison, pour avoir « publié des secrets d'État ».

### Procès de 2014-2015
Gao Yu a été arrêtée une troisième fois le 24 avril 2014. Les autorités chinoises l'accusent d'avoir divulgué sur internet un document secret en août 2013. La police ferait référence au document n°9 du comité central, dont le contenu est parvenu à la presse américaine. C'est un document dont un des principaux auteurs serait le président chinois lui-même, Xi Jinping, et qui a vocation à servir de référence à la politique chinoise dans les dix ans à venir. Ce document identifie dix périls à combattre dans la société chinoise : « le tout premier est la « démocratie constitutionnelle occidentale ». Les autres incluent la promotion des « valeurs universelles » des droits de l'homme, les idées d'indépendance des médias et de participation citoyenne inspirées par l'Occident, le « néolibéralisme » qui défend avec ardeur l'économie de marché et les critiques « nihilistes » du passé traumatisant du parti ». 
Pour les contestataires chinois, ce document n'a rien de secret mais il donne un éclairage cru sur les fondements de la politique du pouvoir chinois actuel. Gao Yu est réapparu le 8 mai 2014 sur les écrans de la télévision chinoise, filmée assise sur une chaise en fer dans une salle capitonnée, une salle d'interrogatoire, d'un centre de détention, exprimant, d'un ton las et hésitant, une autocritique, pour son « crime », qui porterait « atteinte aux intérêts nationaux ». Ses amis s'interrogent sur les moyens et les pressions exercées sur cette femme de conviction solide pour lui arracher une telle autocritique. 
« Cela rappelle les heures les plus sombres de la “normalisation” post-Tiananmen, où on voyait des confessions tous les jours à la télévision. La suspecte se confesse alors qu'elle n'est que détenue pénalement pour divulgation de secrets d'Etat, avant même son arrestation formelle et son procès. La seule concession à la légalité est de cacher son visage », commente le sinologue Jean-Philippe Béja.
En avril 2015, Gao Yu est une nouvelle fois condamnée, à une peine de sept ans de prison, pour avoir divulgué à l'étranger, des « secrets d'État », une directive interne au Parti communiste chinois, le document numéro 9. Cette condamnation est dénoncée par plusieurs militants des droits de l'homme, qui y voient une répression à l'égard de la liberté de la presse sans comparaison depuis une décennie. Le 26 novembre 2015, sa peine de prison est réduite à cinq ans en appel, et elle est autorisée à rentrer chez elle pour le traitement médical d'une insuffisance cardiaque qui débuta un an plus tôt à la suite de son incarcération, selon son avocat, Mo Shaoping (en).
Le document dévoilé est similaire a une liste dévoilé en 2013, Les sept sujets qu'on ne discute pas.

## Honneurs
En 1995, elle reçoit la plume d'or de la liberté de l'Association mondiale des journaux et le prix Courage en journalisme de l'International Women's Media Foundation.
En mars 1999, elle est la première journaliste à recevoir le prix mondial de la liberté de la presse décerné par l'UNESCO. Elle est nommée par l'International Press Institute l'un des 50 'world press heroes' en 2000.

### Articles de journaux
- Philippe Grangereau, « Gao Yu, la mémoire broyée de Tiananmen », Libération,‎ 9 mai 2014, p. 8 (lire en ligne).
- Brice Pedroletti, « La journaliste chinoise Gao Yu accusée d’avoir révélé des secrets d’Etat », Le Monde,‎ 8 mai 2014, p. 8 (lire en ligne).
- Chris Buckley, « Vu des États-Unis. Pékin s'en prend aux idées occidentales », Courrier international,‎ 21 août 2013 (lire en ligne).
- (en) Duncan Hewitt, « World: Asia-Pacific. Chinese dissident gets medical parole », BBC News,‎ 15 février 1999 (lire en ligne).

### Sources sur le web
- (en) Article sur sa libération en 1999 sur le site de l'IFEX
- Son portrait sur le site officiel de l'Ina